# Senkbrücke

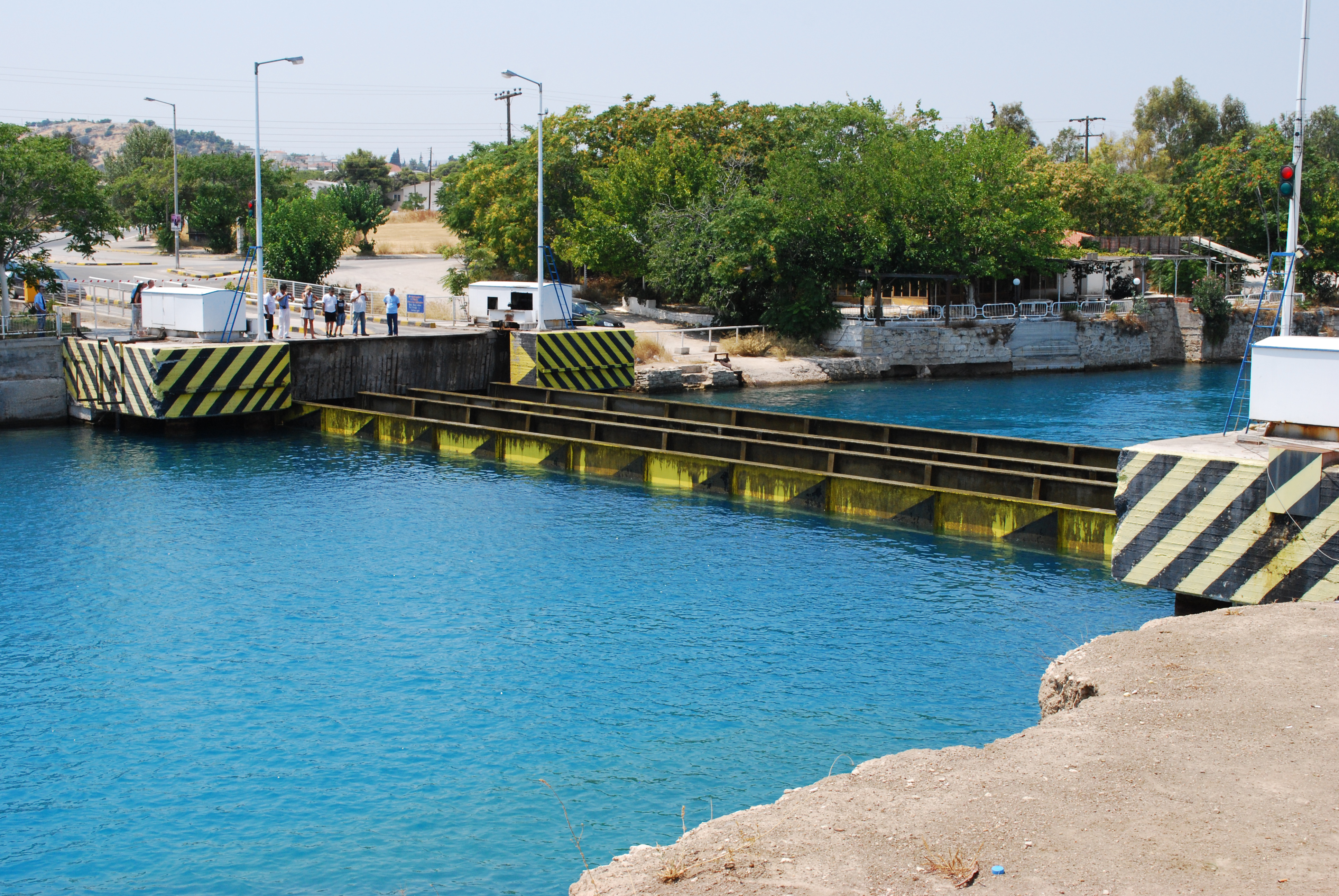
Senkbrücke in Isthmia über den Kanal von Korinth

Eine Senkbrücke ist eine bewegliche Brücke mit einer vertikal beweglichen Fahrbahn. Im Gegensatz zur Hubbrücke wird der Fahrweg ins Wasser abgesenkt, um den Weg für Schiffe freizugeben.
Am Kanal von Korinth gibt es in Isthmia und bei Poseidonia an jedem Ende eine Senkbrücke. Hier wird die Fahrbahn durch Seilwinden in eine Tiefe von 8 Metern abgesenkt. Damit ist die Höhe im Gegensatz zu einer Hubbrücke nicht begrenzt.

Animation einer Senkbrücke
Senkvorgang der Poseidonia-Brücke
- Zeitraffer (achtfache Geschwindigkeit) des Senkvorgangs einer Senkbrücke